# Elsa Isefiær
Elsa Isefiær, född 5 september 1918 i Hamar, död 15 juli 2013 i Oslo, var en norsk skådespelare.
Isefiær var engagerad vid Det Nye Teater och Det norske teatret. Hon hade även en mindre roll i filmen Skøytekongen (1953).
Hon ligger begravd på Vestre gravlund i Oslo.

## Filmografi
- 1953 – Skøytekongen